# Dasypoda cingulata
Dasypoda cingulata là một loài ong trong họ Melittidae. Loài này được Erichson miêu tả khoa học đầu tiên năm 1835.